# Friedrichshafen FF 27
Die Friedrichshafen FF 27 war ein deutsches Schwimmer-Aufklärungsflugzeug, das kurz vor Beginn des Ersten Weltkriegs entwickelt und gebaut wurde.

## Entwicklung
Im Jahr 1914 wurde von der Nationalflugspende, dem Reichsmarineamt, dem Reichsamt des Inneren und dem Deutschen Luftfahrer-Verband ein Wettbewerb für Wasserflugzeuge, der Ostsee-Flug Warnemünde ausgerufen, der vom 1. bis 10. August stattfinden sollte und bei dem nur Baumuster deutscher Herkunft zugelassen waren. Elf Unternehmen mit insgesamt 26 Entwürfen kündigten für dieses Treffen ihre Teilnahme an. Der Flugzeugbau Friedrichshafen war mit drei gemeldeten Flugzeugtypen am zahlreichsten vertreten. Neben dem Flugboot FF 21 wurden noch die beiden Schwimmerflugzeuge FF 17b und FF 27 gemeldet. Letzteres war eine Weiterentwicklung der FF 15, die zuvor beim zweiten Bodensee-Wettbewerb im Mai des Jahres den zweiten Platz errungen hatte. Wie bei dieser handelte es sich bei dem Nachfolger um einen dreistieligen Doppeldecker mit Gitterrumpf und Druckschraubenantrieb. Der Erstflug fand im Juli 1914 statt und anschließend wurde das Flugzeug zusammen mit den beiden Mitbewerbern nach Warnemünde überstellt. FF-Gründer Theodor Kober hatte für die Unterstellung im selben Monat eine neugebaute Flugzeughalle der Stadt zu zwei Dritteln angemietet. Bis zum 30. Juli 1914 waren bereits 18 Flugzeuge in Warnemünde eingetroffen und auch probegeflogen worden, als am 1. August die Generalmobilmachung alle Aktivitäten beendete. Die FF 27 wurde wie alle anderen Typen der Marine übergeben und von dieser mit der Marine Nr. 62 für Aufklärungszwecke genutzt.

## Technische Daten
| Kenngröße             | Daten                                          |
| --------------------- | ---------------------------------------------- |
| Besatzung             | 2                                              |
| Spannweite            | 14,40 m (oben) 13,40 m (unten)                 |
| Flügelfläche          | 45,00 m²                                       |
| Rüstmasse             | 900 kg                                         |
| Startmasse            | 1100 kg                                        |
| Antrieb               | ein wassergekühlter Sechszylindermotor NAG F 4 |
| Nennleistung          | 135 PS (99 kW)                                 |
| Höchstgeschwindigkeit | 100 km/h                                       |
| Marschgeschwindigkeit | 95 km/h                                        |
| Steiggeschwindigkeit  | 63 m/min                                       |
| Steigzeit             | 8 min auf 500 m Höhe                           |